# Довгалюк Петро Микитович
Петро́ Мики́тович Довгалю́к (* 23 листопада (6 грудня) 1904, село Гущинці, тепер Калинівського району Вінницької області — † 17 липня 1989, Київ) — український літературознавець. Кандидат філологічних наук (1959).

## Біографічні відомості
1923 року закінчив Кам'янець-Подільську радянську партійну школу. У 1924—1925 роках навчався на робітфаці Кам'янець-Подільського сільськогосподарського інституту. Працював завідувачем відділу листів газети «Червоний кордон» (Кам'янець-Подільський).
1932 року став членом ВКП(б).
1934 року закінчив Харківський університет. У 1949—1965 роках працював у Інституті літератури імені Тараса Шевченка АН УРСР.

## Літературознавча діяльність
Досліджував пожовтеву літературу на західноукраїнських землях, українську атеїстичну літературу.
Патор книжок:
- «Українські письменники в боротьбі проти Ватикану» (1953),
- «Безбожні охоронці бога» (1961),
- «Апостоли священної облуди» (1963).

Упорядник (і автор передмов) видань творів
- Ярослава Галана (1960),
- Степана Тудора (1962),
- Леся Мартовича (1968),
- Олександра Гаврилюка (1970).